# Columbia-gleccser (Alaszka)
Az alaszkai Columbia gleccsert a Harriman Alaszka Expedíció során nevezték el 1899-ben. A föld egyik leggyorsabban mozgó gleccseréről van szó. Felülete dagály és apály hatásának kitett, és közvetlenül a tengerbe csúszik. 1980-as évektől indult olvadásnak. 550 m vastag, 2 km széles és körülbelül 70 méterre van a tengerszinttől. Átlagosan 30 métert tesz meg naponta, 500–550 m mélyen van a gleccser alja. 1982 óta 12 kilométerrel rövidült meg, vagyis összességében 1980 óta a gleccser mérete majdnem a felére csökkent. A gleccser nyomán új fjord születik.